# Инусе
Ину́се (греч. Οινούσσαι), называется иногда также Эгнуса (Αιγνούσσα) — маленький греческий остров в Эгейском море, расположенный в двух километрах к северо-востоку от острова Хиос и в восьми километрах к западу от малоазийского (турецкого) побережья. Главный населённый пункт острова также называется Инусе. Входит в общину (дим) Инусе в периферийной единице Хиос в периферии Северные Эгейские острова. Население 826 жителей по переписи 2011 года. Площадь острова Инусе составляет 14,382 квадратного километра, протяженность береговой линии — 37 километров.
Название Энуссы (Инусе, др.-греч. Οἰνοῦσσαι) означает «богатый превосходным вином» от др.-греч. οἶνος «вино».

## География

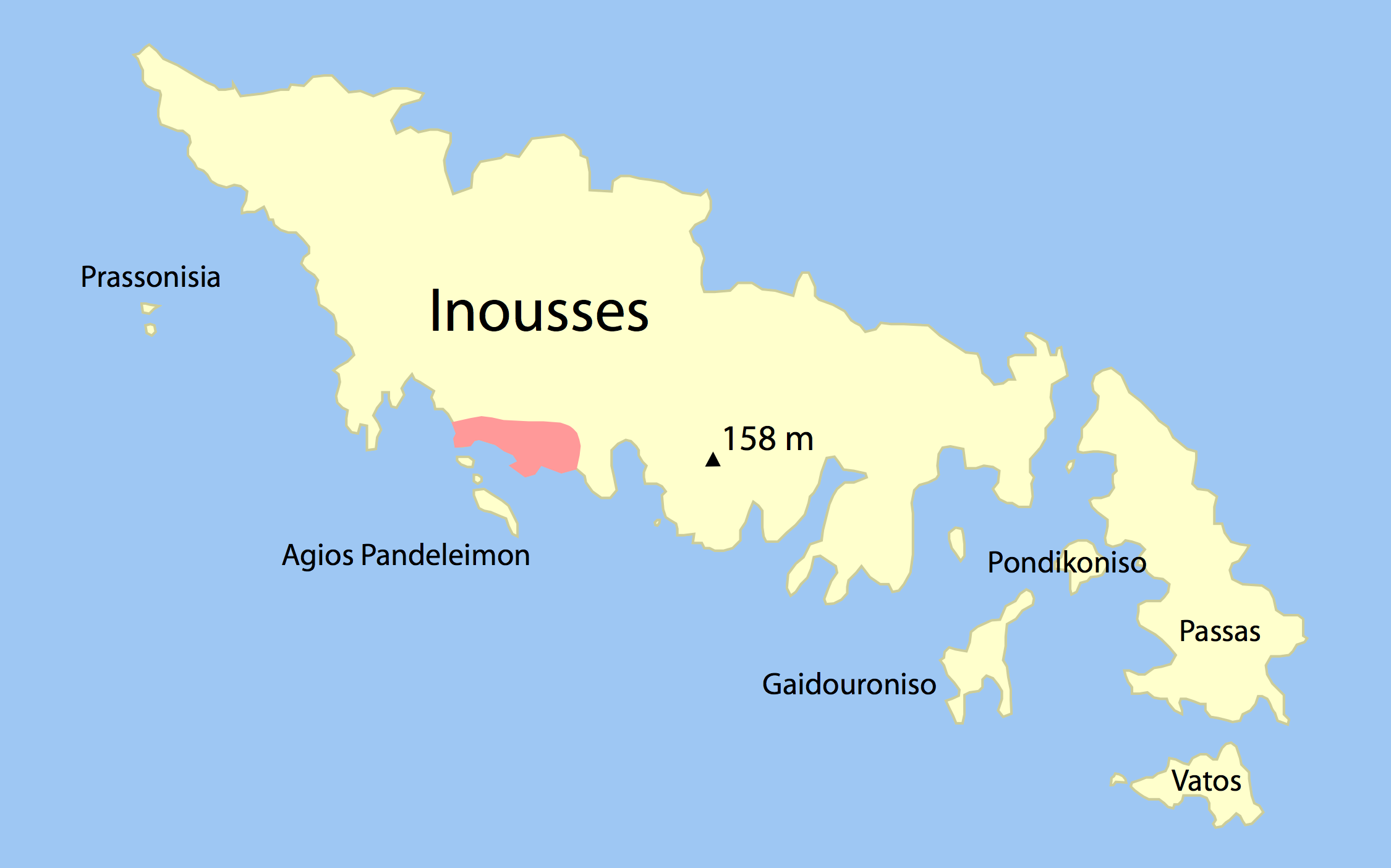
Острова Инусе: Айос-Панделеимон, Ватос, Гайдуронисос, Инусе, Пасас, Пондикониси, Прасонисия

Инусе окружает одноимённая группа островов из 14 необитаемых островков.

Инусе к северо-востоку от Хиоса

Городок построен вокруг маленькой гавани и центральной площади. Почти всё население острова — моряки. Если остров Хиос лидирует среди греческих островов и приморских регионов по абсолютному числу судовладельцев, то Инусе — первый в Греции и, скорее всего, в мире по относительному к населению числу судовладельцев родом с этого острова. При тысячном населении остров дал такие известные судовладельческие семьи как Лемос, Патерас (50 кораблей), Хадзипатерас, Коллакис (40 кораблей), Лирас, Антонакос, Лигнос, имеющие офисы в Пирее, Лондоне и Нью-Йорке. Независимо от того, живут ли судовладельцы и экипажи на острове или нет, они не прерывают своих отношений с родиной. Этим объясняется прекрасное состояние родовых особняков, школы, церквей, и наличие на этом малом острове Морского лицея, Высшего мореходного училища и Морского музея. В отличие от туристических островов, туризм здесь не является приоритетом.

## История
С древности остров был известен своим вином. Отсюда и его имя Инусе (от греч. οίνος — вино). Его параллельное и созвучное имя Эгнуса происходит от местного растения Агнос (ἁγνός — витекс священный (Vitex agnus-castus), авраамово дерево).
Инусе упоминается историками, начиная с Геродота, но остров все века провёл в тени истории соседнего Хиоса. Самое известное событие произошло здесь в феврале 1695 года, когда архипелаг Инусе дважды стал местом сражения между флотом Венецианской республики под командованием Антонио Зено и османским флотом.
28 апреля 1821 года у острова произошёл один их первых морских эпизодов Греческой революции, когда два корабля острова Идра, капитаны Георгиос Сахтурис и Лазарос Пиноцис, захватили турецкий бриг с паломниками направляющимися в Мекку, среди которых был и Мисир-молла (духовный глава Египта).
Инусе был освобождён, вместе с Хиосом, в 1912 году, после побед греческого флота над османским в Первой Балканской войне.

## Сообщество Инусе
В сообщество Инусе входят острова Инусе и два населённых пункта. Население 826 жителей по переписи 2011 года. Площадь 17,427 квадратного километра.
| Населённый пункт          | Население (2011), человек |
| ------------------------- | ------------------------- |
| Айос-Панделеимон (остров) | 0                         |
| Архондонисо (остров)      | 0                         |
| Аспалатрокамбос           | 5                         |
| Ватос (остров)            | 0                         |
| Гадрос (остров)           | 0                         |
| Гайдуронисос (остров)     | 0                         |
| Кастрон                   | 29                        |
| Малиаропетра (остров)     | 0                         |
| Монафтис (остров)         | 0                         |
| Инусе (остров)            | 792                       |
| Панагья (остров)          | 0                         |
| Папапондикадико (остров)  | 0                         |
| Патеринисо (остров)       | 0                         |
| Пита (остров)             | 0                         |
| Пондикониси (остров)      | 0                         |
| Прасонисия (остров)       | 0                         |
| Санта-Панагья (остров)    | 0                         |

## Население
| Год  | Население, человек |
| ---- | ------------------ |
| 1991 | 612                |
| 2001 | 855                |
| 2011 | 826                |